# Talki (Wydminy)
Talki est un village polonais de la voïvodie de Varmie-Mazurie, dans le powiat de Giżycko.